# Molophilus dirhaphis
Molophilus dirhaphis är en tvåvingeart som beskrevs av Alexander 1958. Molophilus dirhaphis ingår i släktet Molophilus och familjen småharkrankar. Inga underarter finns listade i Catalogue of Life.